# Vegas Rollers

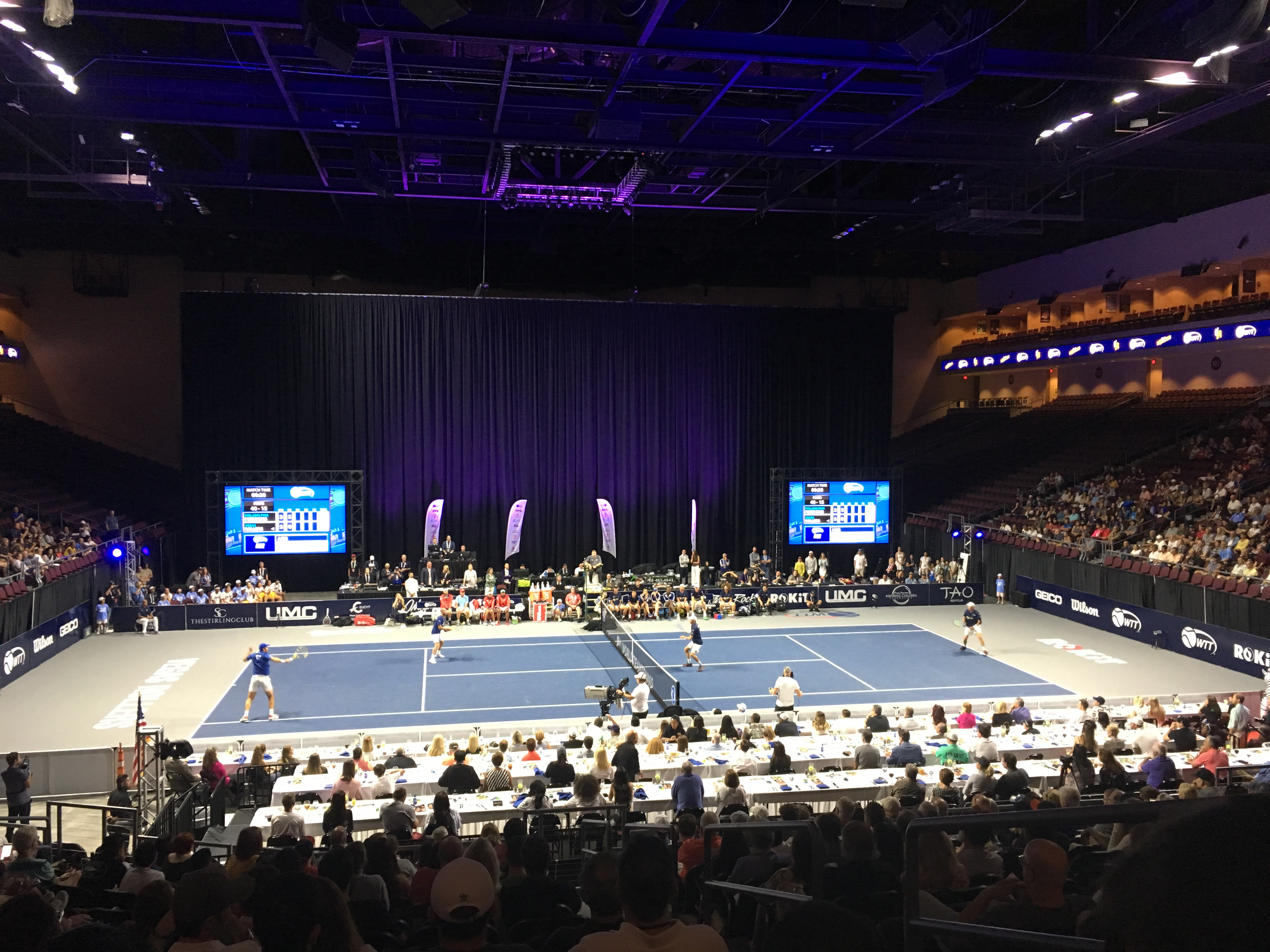
Ein Heimspiel der Vegas Rollers in der Orleans Arena im Jahr 2019

Die Vegas Rollers sind ein 2019 gegründetes World-TeamTennis-Franchise, das im Besitz der Liga ist. Das Team war neben den Orlando Storm eines von zwei Expansionsteams, die 2019 in die Liga aufgenommen wurden. Die Vegas Rollers tragen ihre Heimspiele in der Orleans Arena in Paradise, Nevada, aus. Die offizielle Wohltätigkeitsorganisation ist die Marty Hennessy – Inspiring Children Foundation.